# Daniel Grataloup (architecte)
 (octobre 2015).
Si vous disposez d'ouvrages ou d'articles de référence ou si vous connaissez des sites web de qualité traitant du thème abordé ici, merci de compléter l'article en donnant les références utiles à sa vérifiabilité et en les liant à la section « Notes et références ».
Daniel Grataloup est un architecte franco-suisse. Il s'inscrit dans le mouvement de l'architecture-sculpture. La courbe est à la base de toute son expression architecturale. Tant sur le plan de la conception que de la réalisation.

## Biographie
Daniel Grataloup est né le 25 décembre 1937 à Lyon. Il s’installe à Genève en 1968. Il réalise plusieurs habitations-sculpture à Genève.

## Distinctions

### Récompenses
- Chevalier de l'ordre des Arts et des Lettres, en 1996.
- Docteur de l'Université de Paris - Panthéon Sorbonne pour un Doctorat sur Travaux en Architecture: "Architecture-Sculpture, Théorie, Projets et Réalisations", en 2001.
- Officier de l'ordre des Arts et des Lettres, en 2003.

### Reconnaissance internationale
En 2012, le Museum of Modern Art de New York, acquiert ses œuvres pour le "Projet pour une ville du futur",. Les maquettes d'urbanisme privé sont exposées dans la collection permanente du MoMA.